# Federazione Araba
La Federazione Araba Hashemita fu una confederazione di Stati nata nel 1958 dall'unione dei regni hashemiti di Iraq e Giordania ed esistita per pochi mesi. 

## Storia

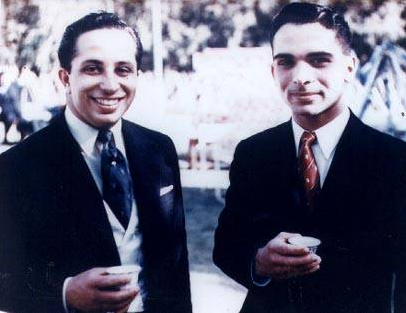
Faysal II (a sinistra) e Husayn (a destra) nel 1957.

La Federazione nacque nel febbraio del 1958 per volontà del re Faysal II d'Iraq e di suo cugino Husayn di Giordania in risposta alla creazione della Repubblica Araba Unita da parte di Egitto e Siria, avvenuta pochi giorni prima. Laddove la RAU si schierava su posizioni apertamente antioccidentali, la Federazione Araba assunse una postura fortemente filo-occidentale. Lo stesso Iraq nel 1955 aveva aderito in funzione antisovietica al Patto di Baghdad. 
L'effimera unione venne sciolta ufficialmente dopo meno di sei mesi, nell'agosto del 1958, dopo che il 14 luglio un colpo di Stato guidato dal generale Abd al-Karim Qasim aveva posto fine alla monarchia irachena eliminando re Faysal e instaurando una repubblica.